# Bangkok Shocks, Saigon Shakes, Hanoi Rocks
Bangkok Shocks, Saigon Shakes, Hanoi Rocks (англ. Потрясения Бангкока, потрясения Сайгона, Ханойские потрясения) — дебютный студийный альбом финской глэм-панк-группы Hanoi Rocks, изданный в 1981 году.

## Об альбоме
В перерывах между выступлениями Hanoi Rocks в различных клубах, группа записывала Bangkok Shocks, Saigon Shakes, Hanoi Rocks в студии Сеппо Йоханссона в Стокгольме. Продюсерами альбома были Энди Маккой и Майкл Монро, использовавшие псевдоним The Muddy Twins, вдохновлённый, несомненно, псевдонимом дуэта Мика Джаггера и Кита Ричардса The Glimmer Twins. На ранних этапах работы альбом назывался Some Like It Hot и Some Like It Cut. Впоследствии друг Hanoi Rocks Джим Пемброук предложил название Bangkok Shocks, Saigon Shakes, Hanoi Rocks, понравившееся коллективу.
Альбом полностью состоит из оригинального материала, за исключением трека «Walking with My Angel», являющегося кавер-версией песни Herman’s Hermits с одноименного альбома группы 1965 года. Песня «Don’t Never Leave Me» была впоследствии перезаписана под названием «Don’t You Ever Leave Me» и включена в четвёртый альбом Hanoi Rocks Two Steps from the Move. Несмотря на то, что дебют Hanoi Rocks рассматривается как очень хороший, лидер группы Майкл Монро остался им недоволен. Вокалист посетовал на вмешательство Сеппо Йоханссона в процесс записи, вследствие чего многие песни были испорчены, а также признался, что не может слушать Bangkok Shocks, Saigon Shakes, Hanoi Rocks из-за собственного голоса, который был ещё недостаточно хорош.
Майкл Монро: 

Когда сейчас я слушаю Bangkok Shocks, Saigon Shacks, Hanoi Rocks понимаю, что на тот момент я продолжал оставаться неопытным и технически неумелым вокалистом, и что песни, написанные Энди, часто были для меня слишком высокими по своему уровню. Когда пришло время записываться в студии, я понимал, что на мне, как на вокалисте, лежит большая ответственность. И еще мне начало казаться, что Энди вовсе не хочет, чтобы я сочинял песни для группы. Считалось, что мои музыкальные идеи не достаточно хороши. В конечном итоге, я даже перестал что-либо предлагать

## Список композиций
| №   | Название                | Автор(ы)                  | Длительность |
| --- | ----------------------- | ------------------------- | ------------ |
| 1.  | «Tragedy»               | Энди Маккой               | 4:05         |
| 2.  | «Village Girl»          | Маккой                    | 3:10         |
| 3.  | «Stop Cryin»            | Маккой                    | 3:38         |
| 4.  | «Don’t Never Leave Me»  | Маккой                    | 3:55         |
| 5.  | «Lost in the City»      | Маккой                    | 3:45         |
| 6.  | «First Timer»           | Маккой                    | 5:26         |
| 7.  | «Cheyenne»              | Маккой, Майкл Монро       | 3:21         |
| 8.  | «11th Street Kidzz»     | Маккой                    | 3:45         |
| 9.  | «Walking With My Angel» | Джерри Гоффин, Кэрол Кинг | 2:10         |
| 10. | «Pretender»             | Маккой                    | 3:30         |

Переиздание
| №   | Название          | Автор(ы)    | Длительность |
| --- | ----------------- | ----------- | ------------ |
| 11. | «I Want You»      | Маккой      | 3:17         |
| 12. | «Kill City Kills» | Маккой, Ёрн | 4:30         |
| 13. | «Café Avenue»     | Маккой      | 3:25         |
| 14. | «Desperados»      | Маккой      | 4:01         |
| 15. | «Dead By X-Mas»   | Маккой      | 3:02         |
| 16. | «Nothing New»     | Маккой      | 3:18         |

## Участники записи
- Майкл Монро — вокал, фортепиано, саксофон, губная гармоника
- Энди Маккой — гитара, бэк-вокал
- Нэсти Суисайд — гитара, бэк-вокал
- Сэми Яффа — бас-гитара
- Джип Касино — ударные

## Позиции в чартах

### Альбом
| Год  | Чарт                 | Позиция |
| ---- | -------------------- | ------- |
| 1981 | Finnish Albums Chart | 14      |